# Hotel Excelsior

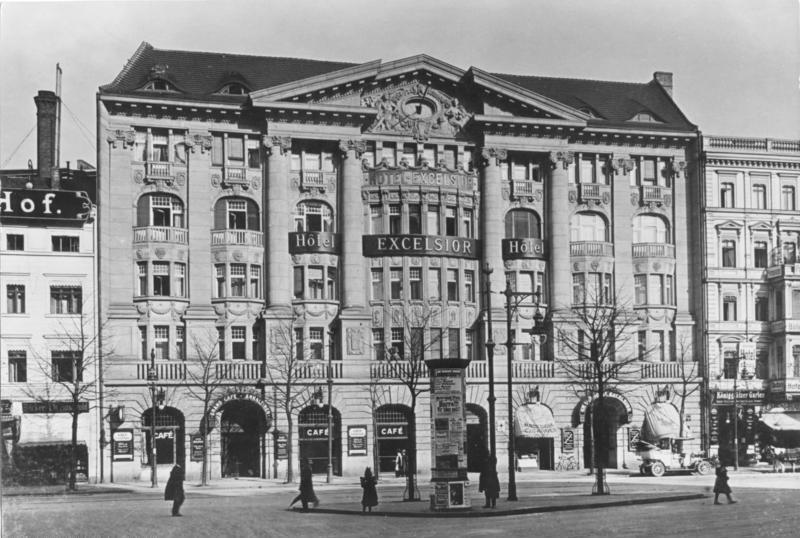
Hotel Excelsior am Anhalter Bahnhof, 1924

Das Hotel Excelsior war ein Hotel in Berlin in der Königgrätzer Straße
 112/113 (heute: Stresemannstraße 78) gegenüber dem Haupteingang des Anhalter Bahnhofs. Es wurde 1905 bis 1908 nach den Plänen des Architekten Otto Rehnig erbaut, der auch die Pläne für das nahegelegene, bis heute in Resten erhaltene kaiserliche Nobel-Hotel Esplanade am Potsdamer Platz lieferte.

## Geschichte
Am 2. April 1908 fand die Eröffnung des Hotels mit ungefähr 200 Zimmern statt. Bereits vier Jahre später wurde das Hotel auf fast die doppelte Anzahl von Zimmern erweitert. Im Unterschied zu dem luxuriösen Hotel Esplanade war das Excelsior, in Bahnhofsnähe gelegen, als Hotel für Geschäftsreisende konzipiert. Zur Verbindung zwischen der Bahnhofshalle und der Hotelhalle wurde eigens der Excelsior-Tunnel als Fußgängertunnel errichtet. Zu Beginn der Novemberrevolution war das Hotel Sitz der Spartakusgruppe um Rosa Luxemburg und Karl Liebknecht. Eigentümer war ab 1919 Curt Elschner (1876–1963), der seine Karriere als Kellner in Leipzig begonnen hatte.
In den 1920er Jahren fand unter Elschner eine durchgreifende Modernisierung und nochmalige Vergrößerung zum „größten Hotel des Kontinents“ mit 600 Zimmern statt, bei der die Kohle- durch eine Gasheizung ersetzt und die Küche auf elektrischen Betrieb umgestellt wurde. Beworben wurde es als „Haus für jedermann“, in dessen Restaurants zwischen „10.000 und 15.000 Personen […] täglich bewirtet“ werden. Das Hotel beschäftigte schließlich über 700 Angestellte, „Köche und Kellner der zehn Restaurationen, hoteleigene Bäcker, Fleischer, Stenotypisten, Dolmetscher, Musiker, Blumen- und Zeitungsverkäufer, und die Bibliothekare für die 7.000 Bände der hoteleigenen Bibliothek“. Bei der künstlerischen Ausstattung wirkte der Bildhauer Adolf Brütt (1855–1939) mit.
Zu Beginn des Zweiten Weltkriegs floh Elschner aus Berlin nach Thüringen. Kurz darauf wurde das Hotel Excelsior von der Nationalsozialistischen Volkswohlfahrt, einer Vorfeldorganisation der NSDAP übernommen. 1945 wurde das Excelsior infolge alliierter Bombenangriffe schwer beschädigt und nach Kriegsende geplündert. Um 1954 wurde die Ruine abgerissen, sechs Jahre vor dem benachbarten Anhalter Bahnhof. Der Fußgängertunnel wurde Mitte der 1980er Jahre abgerissen.

## Nachkriegszeit

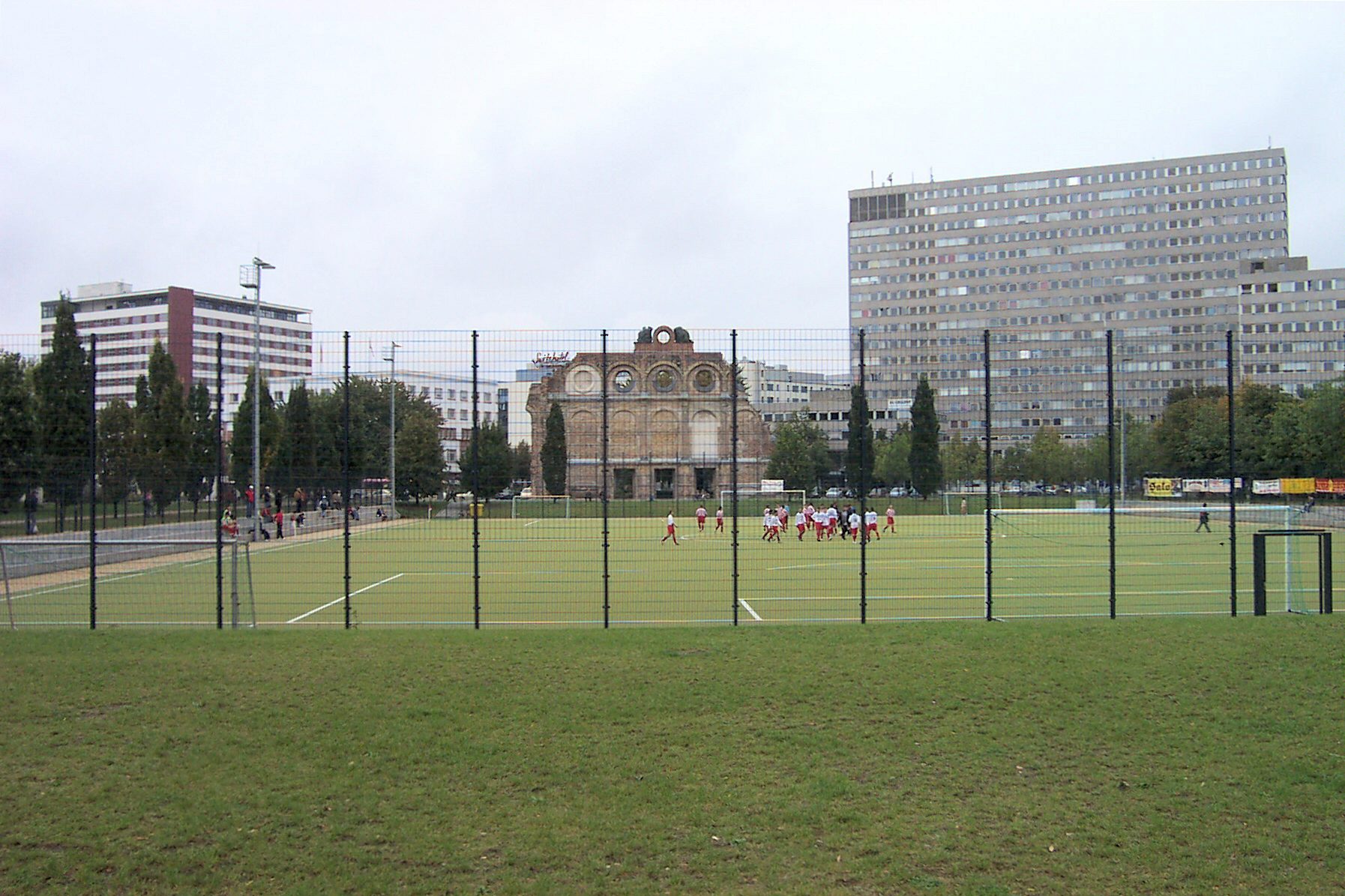
Die Überreste des Anhalter Bahnhofs mit dem Europahaus im linken und dem Nachkriegsbau des Excelsiorhauses im rechten Hintergrund

Auf dem brachliegenden Grundstück wurde von 1967 bis 1972 durch die Architektengemeinschaft G. Krebs und Sobotka & Müller für die Excelsior-Tankstellen GmbH & Co KG das sogenannte Excelsiorhaus errichtet, ein 17-geschossiger Stahlbeton-Skelettbau mit Waschbeton-Fassade, der später wegen seiner Leuchtreklame unter der Dachkante auch als Saskatchewan-Hochhaus bekannt wurde.
Ein Hotel mit dem traditionellen Namen Hotel Excelsior befand sich bis Ende November 2018 als Wyndham Berlin Excelsior in der Hardenbergstraße im Berliner Ortsteil Charlottenburg.